# Up Up Up Up Up Up
Up Up Up Up Up Up es el noveno álbum de estudio publicado por la cantante y compositora estadounidense Ani DiFranco, lanzado en 1999 para su compañía discográfica, Righteous Babe Records.
La canción "Angry Anymore" fue lanzada en la radio, pero no entró en listas de popularidad.  Su sencillo promocional contenía un remix para radio y una mezcla extendida; la introducción de banjo de esta canción fue sampleada después por DiFranco en la pista "The Arrivals Gate", publicada en el álbum To the Teeth.
La canción "Jukebox" fue nominada para un Premio Grammy en la categoría de mejor actuación rock vocal femenina.

## Lista de canciones
Todas las canciones escritas por Ani DiFranco.
1. «'Tis of Thee»  – 4:42
2. «Virtue»  – 5:07
3. «Come Away from It»  – 8:22
4. «Jukebox»  – 4:27
5. «Angel Food»  – 5:45
6. «Angry Anymore»  – 3:27
7. «Everest»  – 5:15
8. «Up Up Up Up Up Up»  – 3:21
9. «Know Now Then»  – 4:38
10. «Trickle Down»  – 3:51
11. «Hat Shaped Hat»  – 12:55

## Personal
- Ani DiFranco – Guitarra acústica, piano, acordeón, guitarra eléctrica, voz, teléfono espacial
- Goat – caja de ritmos
- Jason Mercer – banjo, bajo, voz, contrabajo
- Andy Stochansky – batería, voz, cajun
- Julie Wolf – órgano, piano, acordeón, vocals, clavinet, Wurlitzer

Personal técnico
- Productor – Ani DiFranco
- Ingeniero – Andrew Gilchrist
- Asistente de Ingeniero – Ethan Allen
- Mezcla – Andrew Gilchrist
- Masterización – Scott Hull
- Fotografía – Scot Fisher

## Posicionamiento
| Lista (1999)             | Posición |
| ------------------------ | -------- |
| Australian Albums (ARIA) | 31       |
| UK Albums (OCC)          | 135      |
| US Billboard 200         | 29       |